# Guillaume de Rosenberg
Guillaume de Rosenberg (tchèque : Vilém z Rožmberka) est un noble de Bohême né le 10 mars 1535 et mort le 31 août 1592, haut trésorier et haut burgrave de Bohême . 

## Vie
Guillaume de Rosenberg est membre de l'influente famille de Rosenberg. Il est le fils de Jošt III de Rosenberg et de sa deuxième épouse Anna de Roggendorf (morte en 1562). Son père est mort lorsque Guillaume avait quatre ans. William et son jeune frère Peter Vok étaient alors sous la tutelle de leur oncle Peter V. Dès l'âge de sept ans, il étudie à l'école privée protestante d'Arnošt Kraiger von Kraigk à Mlada Boleslav. En 1544, à l'âge de neuf ans, il passe à une école catholique pour jeunes nobles à la cour de l'évêque Wolfgang de Passau.  
Le 23 avril 1551, à l'âge de seize ans, Guillaume est déclaré adulte par un décret de l'empereur Ferdinand Ier. Il reprend l'administration des biens de la famille et choisit comme résidence le château de Český Krumlov, qu'il refait dans un style Renaissance. De 1552 à 1556, il mène avec succès une action en justice contre Henri IV de Plauen, le haut chancelier de Bohême, au sujet d'une question de préséance. En 1560, il est nommé haut trésorier par le roi Ferdinand. En 1566, il est nommé commandant de l'armée de Bohême et le 10 juin 1566, il commence à former une armée à Znojmo pour mener une guerre contre l'Empire ottoman. L'objectif est de reprendre Szigetvár, que le beau-frère de Guillaume Nikola Šubić Zrinski avait perdu face aux Turcs. Les armées des Habsbourg doivent se rencontrer à Győr. Cependant, les Turcs se sont retirés vers le sud après la mort de Soliman le Magnifique et aucune bataille ne s'ensuit. 

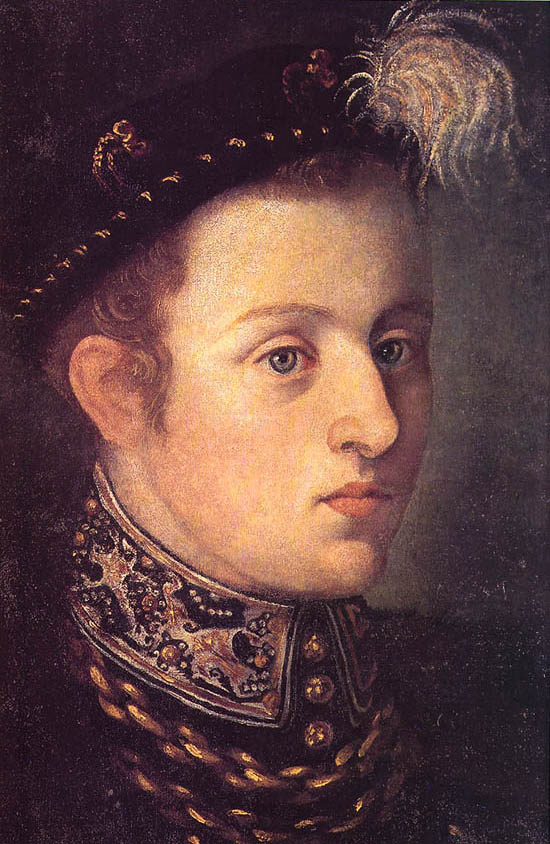
Portrait de jeunesse.

Le 26 mai 1570, William est nommé haut burgrave de Bohême, la plus haute fonction du royaume. À ce poste, il remplit à plusieurs reprises des fonctions diplomatiques, par exemple à deux reprises en Allemagne. En 1572, il négocie avec l'empereur Maximilien II, le chef de la Sainte Ligue, de la suite à donner à la guerre en cours contre l'Empire ottoman. En 1574, il est impliqué dans les négociations concernant l'élection du roi Rodolphe II de Bohême comme nouvel empereur du Saint-Empire. En Pologne, il représente les intérêts de l'archiduc Ernest d'Autriche qui cherche à être élu roi de Pologne. Ses efforts sont vains, bien qu'il accumule un capital de sympathie suffisant pour être envisagé comme candidat après la fuite du roi Henri. Toutefois le roi Rodolphe est également intéressé et par loyauté, William se retire. Finalement, Étienne Báthory, un prince de Transylvanie, est élu. Guillaume est honoré de l'ordre de la Toison d'or pour sa médiation diplomatique. 
En 1587, Sigismond III Vasa est élu nouveau roi de Pologne, battant le candidat des Habsbourg Maximilien III. Maximilien tente de prendre le pouvoir en Pologne en envahissant le pays. Son armée est vaincue par le général polonais Jan Zamoyski et il est fait prisonnier. Guillaume a été envoyé en Pologne pour négocier sa libération. Ces négociations aboutissent à un traité de paix en mars 1589 et à la libération de Maximilien. 
En plus de sa haute fonction politique, William est un protecteur de la science, de la littérature, de la musique et de l'architecture. Lui et son jeune frère Peter Vok agissent en tant que mécènes. Ils soutiennent l'Université Charles de Prague et fondent des écoles secondaires sur leur territoire. Ils créent une bibliothèque avec une vaste collection de manuscrits précieux et d'incunables. Avec ses quelque 11 000 volumes, elle est l'une des plus grandes bibliothèques de son temps. De nombreux humanistes tels que le naturaliste, médecin gemmologue flamand Anselme Boece de Boodt (1550-1632) sont actifs à sa cour,. 
Guillaume soutient également le développement économique et culturel de ses territoires. Son château de Třeboň est agrandi et rénové dans un style renaissance par l'architecte Antonio Ericer entre 1565 et 1575. Il ajoute l'aile sud-ouest, une tour et la porte d'entrée. En 1573, Guillaume agrandit le palais de Rosenberg que son oncle Peter V avait construit à l'intérieur du château de Prague, en utilisant les plans de l'architecte Ulrico Aostalli. Dans la ville de Roudnice nad Labem, qu'il acquiert en 1577, il renouvelle le château et le pont sur l'Elbe. 
En 1580, William échange un territoire avec son intendant Jakub Krčín de Jelčan : il transfère Sedlčany et Křepenice à Jakub et reçoit en retour un grand parc à cerfs et le manoir Leptáč près de Netolice. Entre 1583 et 1589, Guillaume construit le château de Kratochvíle à Netolice. Ce château est l'un des édifices Renaissance les plus importants du sud de la Bohême. En 1584, il invite les jésuites à son château de Český Krumlov et entre 1586 et 1588, ils y fondent une université. Le château, sa résidence principale, est largement rénové pendant son règne. En 1580, il y ajoute une tour, reliée au château par une arcade Renaissance. En 1589, il participe aux négociations du traité de Bytom et Będzin. Vers 1590, il ajoute le Petit Château. Il accorde des droits à la ville de Borovany, située sur ses terres, et à Libějovice, il transforme l'ancien château en un autre château Renaissance. À Třeboň, il encourage l'élevage de carpes et construit l'étang de Rožmberk.   
William meurt en 1592 et est enterré dans l'église Saint-Guy de Český Krumlov, aux côtés de sa troisième épouse, Anna Maria de Baden. Comme il est sans enfant, son jeune frère Peter Vok hérite de ses biens. Lorsque Peter Vok meurt en 1611, la maison de Rosenberg s'éteint en lignée masculine.

## Mariages
Guillaume s'est marié quatre fois. Les quatre mariages furent sans enfant. Ses mariages avec des princesses impériales allemandes lui permettent d'acquérir une influence politique en dehors de la Bohême, ce qui profite à ses efforts diplomatiques. Il épouse : 
1. Catherine de Brunswick (1534 – 10 mai 1559). Ils se marient le 28 février 1557 à Münden. Elle meurt à Karlovy Vary ou à Teplice et est enterrée dans le caveau de la famille Rosenberg à l'abbaye de Vyšší Brod.
2. Sophie de Brandebourg (15 décembre 1541 – 27 juin 1564), petite-fille du roi Sigismond I de Pologne et fille de Joachim II Hector, électeur de Brandebourg. Ils se marient le 14 décembre 1561 à Cölln (qui fait maintenant partie de Berlin ). Elle meurt à Český Krumlov et est également enterrée au monastère de Vyšší Brod.
3. Anna Maria de Baden (22 mai 1562 – 25 avril 1583), fille de Philibert, margrave de Baden-Baden. Elle a 15 ans lors de leur mariage le 27 janvier 1578. Elle meurt à Třeboň et est enterrée dans l'église Saint-Guy de Český Krumlov[4].
4. Polyxène de Pernstein (morte en 1642). Ils se marient le 11 janvier 1587. Après la mort de William, elle épouse Zdeněk Vojtěch Popel z Lobkovic.